# مهرجان شتاء طنطورة
مهرجان شتاء طنطورة (Winter at Tantora Festival) هو مهرجان سنوي يقام في مدينة العلا القديمة بالمدينة المنورة الواقعة في شمال غرب السعودية، والتابعة لمنطقة المدينة المنورة. بدأ المهرجان في 21 ديسمبر 2018، وكان يقيم سلسلة من الحفلات الموسيقية لموسيقيين من الطراز العالمي. استمر لمدة ثمان عطلات نهاية كل أسبوع. بالإضافة إلى ذلك، يتميز المهرجان أيضًا بأنشطة وفعاليات أخرى. بدأ المهرجان بإصداره الثاني في 19 ديسمبر 2019.ويتميز شتاء طنطورة بكونه المهرجان الوحيد الذي يمتد خلال فترة الأعياد واحتفالات رأس السنة

## الاسم
اسم المهرجان: «طنطورة» مستوحاً من مزولة شمسية ذات شكل هرمي مصنوعة من الطين ترتفع على سطح أحد الأبنية القديمة وتقع في الجزء الجنوبي من بلدة العلا القديمة، واعتمد عليها أهالي العُلا  لمئات السنين لمعرفة الوقت و الحسابات الفلكية وخاصة في تحديد وقت دخول مربعانية الشتاء حيث يتوافق مع بداية موسم الزراعة الشتوي.

## نبذة
هو حدث سنوي في محافظة العلا يحتفل به الأهالي ويتبادلون التهاني بعودتهم للحقول وعودة موسم الزراعة ودخول الشتاء، وسمي طنطورة نسبة للساعة الشمسية التي تقع في الجزء الجنوبي الشرقي للقرية، حيث كان يعتمد عليها أهالي المنطقة في معرفة وقت دخول موسم الزراعة وتغير فصول السنة. يضم المهرجان أنشطة ترفيهية وثقافية ورياضية ويوفر زيارات ميدانية للمواقع الأثرية في المنطقة، حيث شملت الفعاليات 13 موقعًا أثريًّا وثقافيًّا، بالإضافة إلى عروض مسرحية موسيقية ضمها مسرح مرايا بالمدينة.

### حي الجديدة للفنون
تقام الكثير من الفعاليات الفنية في «حي الجديدة للفنون» وهو عبارة عن ملتقى ثقافي وإبداعي  في العلا، يستضيف مجموعة من المعارض الفنية والمحلية والعالمية على مدار العام، وتزيِّن اللوحات الجدارية والأعمال الفنية ساحات وشوارع الحي، كما تحوي طرقاته على وجود أكبر سجادة مرسومة باليد في العالم، بالإضافة إلى العديد من المطاعم والمقاهي ومتاجر الأعمال الفنية.

### مهرجان السمت
في إطار مهرجان «شتاء طنطورة»، استضافت المملكة العربية السعودية مهرجانًا للموسيقى والفن والطعام لمدة ثلاثة أيام. كان مهرجان السمت الذي أقيم في الفترة من 5 إلى 7 مارس 2020، حدثًا جمع بين الشرق والغرب في العلا. تميز بعروض لفنانين مثل The ChainsmokersوJean-Michel Jarre وTinie Tempah وغيرهم. وقع الحدث في بداية جائحة كورونا –كوفيد19، وبالتالي لم يحض بالكثير من الدعاية. وفي عام 2022، كشفت التقارير أن مهرجان الموسيقى خصصت له ميزانية كبيرة وتم تنظيمه سرًّا من قبل Vice Media. كانت الشركة تسعى بقوة فقط، للحصول على الفرص التجارية في السعودية، وتعرضت لانتقادات لإهمالها سجلات حقوق الإنسان للأمة العربية. وقع المتعاقدون في مهرجان السمت اتفاقية عدم إفشاء الشراكة مع Vice ، وحصلوا على ميزانية قدرها 20 مليون دولار. وجاءت الصفقة بعد ثلاث سنوات فقط من إعلان الشركة الإعلامية علنًا ووقف جميع الأعمال مع السعودية، مشيرةً إلى مقتل جمال خاشقجي. وبحسب ما ورد فقد أثار الموظفون في Vice مخاوف لسنوات بشأن تورط الشركة مع السعودية، لكنهم حصلوا على أعذار واهية.,

## أحداث مهرجان 2018-2019

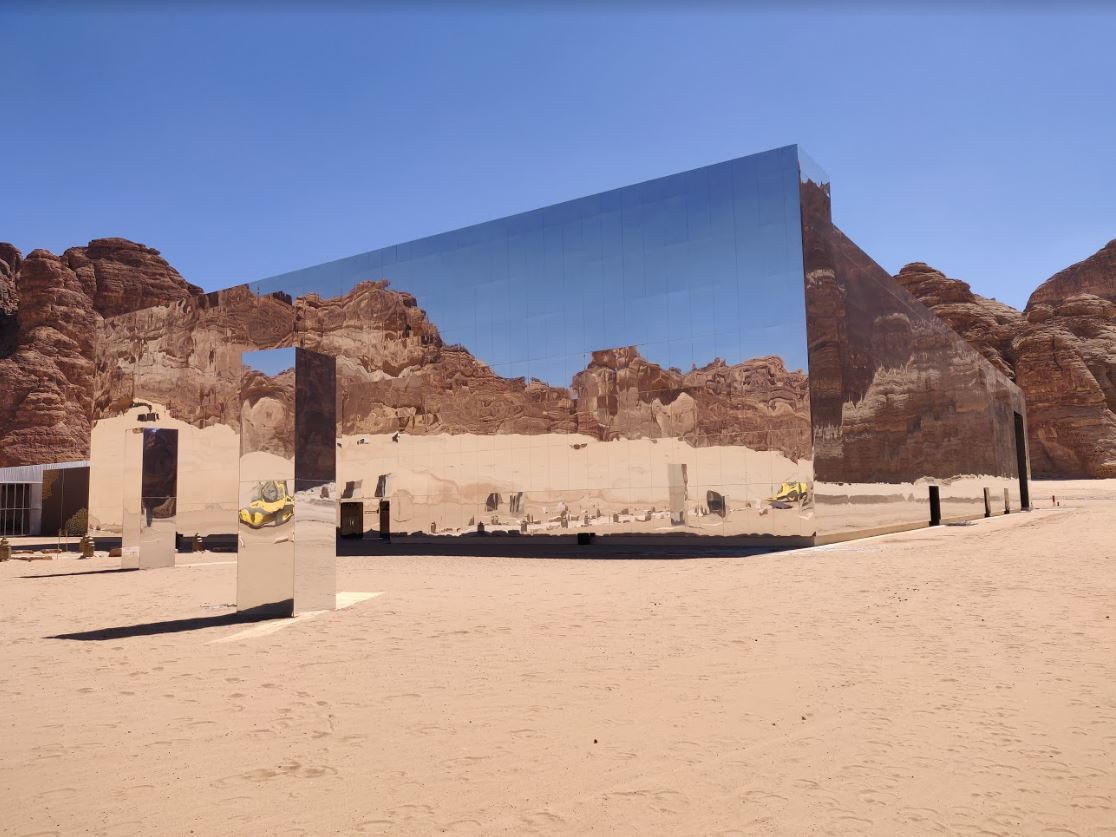
مسرح المرايا في العلا من الخارج

في ديسمبر 2018 استضاف مسرح مرايا المهرجان الثقافي الغنائي (شتاء طنطورة)، ولمدة سبع أسابيع فعاليات فنية وتراثية. عكست الفنون تراث مدينة العلا أحد مواطن الآثار شمال السعودية. وأقيمت على مسرح مرايا أكثر من 8 حفلات غنائية شملت الموسيقى الكلاسيكية والأوبرالية، إلى جانب الأغنية السعودية والعربية الطربية.
- الحفلات الموسيقية:

استضافت النسخة الأولى من المهرجان المطرب الإيطالي أندريا بوتشيلي، والملحن اليوناني ياني، وعازف الكمان الفرنسي رينو كابوسون.
وفي 1 فبراير 2019، أحيا مغني الأوبرا الإيطالي أندريا بوتشيلي حَفْلاً موسيقيًّا نفدت تذاكره بالكامل في مهرجان «شتاء طنطورة» الذي يقام في العلا لأول مرة.
- مهرجان منطاد الهواء الساخن.[19]
- احتفال النور والحياة.[4]
- سباق فرسان للقدرة على التحمل، في 2 فبراير 2019[20]

## أحداث مهرجان 2019-2020

### معرض صحراء إكس 2020
أقيم في مدينة العُلا وشارك فيه مجموعة من الفنانين من جميع أنحاء العالم، الذين قدموا أعمالًا فنية تجسد جمال الصحراء وتنوعها الثقافي.
معرض صحراء إكس 2020 كان أول معرض في السعودية يختص باستكشاف ثقافة الصحراء وتحفيز الحوار والتعاون الفني بين الفنانين السعوديين والعالميين. تضمن المعرض 14 عملًا صمم خصيصاً لعرضه في المعرض. قدم هؤلاء الفنانون أعمالًا فنية متنوعة تجسد جمال الصحراء وتنوعها الثقافي. تضمنت الأعمال الفنية منحوتات، ورسومات، وصورًا فوتوغرافية، وعروضًا ضوئية.
ومن أبرز الأعمال والمشاركين:

#### ليتا البوكويركو: نجم (وضَعَت ألف شمس على طبقة الفضاء الشفافة)
قدمت ليتا في العلا عملها الفني بالتعاون مع القيّمون رنيم فارسي وآية علي رضا، نيفيل ويكفيلد
وهي تكملة لمجموعة مشاريعها الفنية في صحاري العالم الكبرى حيث تمثل الصحراء لليتا مكانًا للاستماع والتأمل والاتصال مع التاريخ  والتقاليد الإنسانية مع السماء والنجوم. تروي الفنانة من خلال عملها ملحمة شخصية خيالية اسمها اليسيريا رائدة فضاء من القرن الخامس والعشرين مهمتها نشر الوعي عن النجوم وعلاقتها بمجالات الملاحة وعلم الفك.
تحكي الفنانة القصة من خلال أعمالها الفنية الضخمة المتوزعة في صحاري العالم حيث تقيم معارضها الفنية ويمثل كل موقع جزءًا من الملحمة. تخيلت الفنانة شخصية اليسيريا باللون اللازودي الذي يمثل السماء حيث يجسد ويحتفل بحكمة اليسيريا وقصتها.
قدمت عملها في العلا تكمل الفنانة الملحمة من خلال نشر منحوتاتها اللازوردية اللون في نمط يعكس توزيع مواقع النجوم بالضبط كما يمكن مشاهدته من العلا، وكان ذلك بتاريخ 31 يناير، 2020م، وبإحداثيات 26.5503 درجة شمالًا، 37.9679
وقد وفر المعرض للزوار فرصة لاستكشاف المنحوتات والانغماس في الملحمة التي تحتفي بالوعي الجمعي البشري بعلوم الفلك وعلوم الأرض والكون. ويُعتبر موقع العلا وتوقيت العرض أمرًا ذا أهمية خاصة بسبب الارتباط التاريخي للموقع القديم بعلوم الفلك والملاحة.

#### منال الضويان: (يا تُرى، هل تراني)
شاركت بعمل يحمل عنوان (يا تُرى، هل تراني). قررت أن يكون عملها الفني التفاعلي بمثابة صوت للبرك المائية المؤقتة والتي تقول للزوار: "أطلب منكم التفاعل مع قضيتي لأنك قد تراني اليوم، ولكن، لن تجدني غداً. يا تُرى، هل تراني." 
كان العمل الفني التفاعلي لمنال الضويان عبارة عن مجموعة متفرقة من ألعاب القفز المطاطي (الترامبولين)، والتي تضيء استجابةً لتفاعل الزوار معها، كما يمكن لمسها، أو الاستلقاء والقفز عليها.
تمثل في تصميمها وتوزيعها برك الماء التي تكونت وبشكل مؤقت في البيئة الصحراوية بعد مواسم الأمطار. تظهر هذه المجموعة من الألعاب لفترة قصيرة فقط، وكأنها حدث عرضي. كما أنه لم يكون هذا منزلها الدائم، ولقاء الزوار بها غير متوقع وغير دائم. تمثل هذه المجموعة من الألعاب الأفكار التي تظهر وتختفي في لحظة بالإضافة إلى الحضارات التي ازدهرت واندثرت في القرون القديمة في العُلا.

#### زهرة الغامدي:(وميض من الماضي)
عمل تركيبي إبداعي يتكون من 6000 تنكة تمر معدنية متنوعة الاحجام. تحتوي على 5 ألوان من الرمال والمرايا، ويمتد العمل على مسافة 80 مترًا على شكل نهر مضيء.
عمل الفنانة زهرة عبارة عن تكريم لثروة العُلا الزراعية، وتوفر مزارع النخيل التي زودت المنطقة بالتجارة لعدة أجيال، وينابيع الماء التي أبقتها على قيد الحياة. قامت الدكتورة زهرة بإعادة استخدام العلب المعدنية المستخدمة تقليديًّا لتخزين ونقل التمور؛ لإنشاء ما يشبه نهرًا يتدفق ببريقٍ متعدد الفروع. يعكس العمل تمثيلًا استعاريًّا لأهمية العُلا كواحدة من تقاطع الحضارات في التاريخ ومركزًا ثقافيًّا يجذب الزوار من جميع أنحاء العالم في الوقت الحاضر. يمثل هذا العمل الفني امتزاجًا مع الطبيعة المحيطة إلى حد يجعله يظهر كجزء عضوي من المشهد الطبيعي. يمنح هذا العمل الفني الزوار شعورًا عميقًا بالحنين عندما تنعكس الجبال والسماء على الأسطح اللامعة للعلب والمرايا في الداخل

#### سيسيليا كولون:(المستقبل هو الآن)

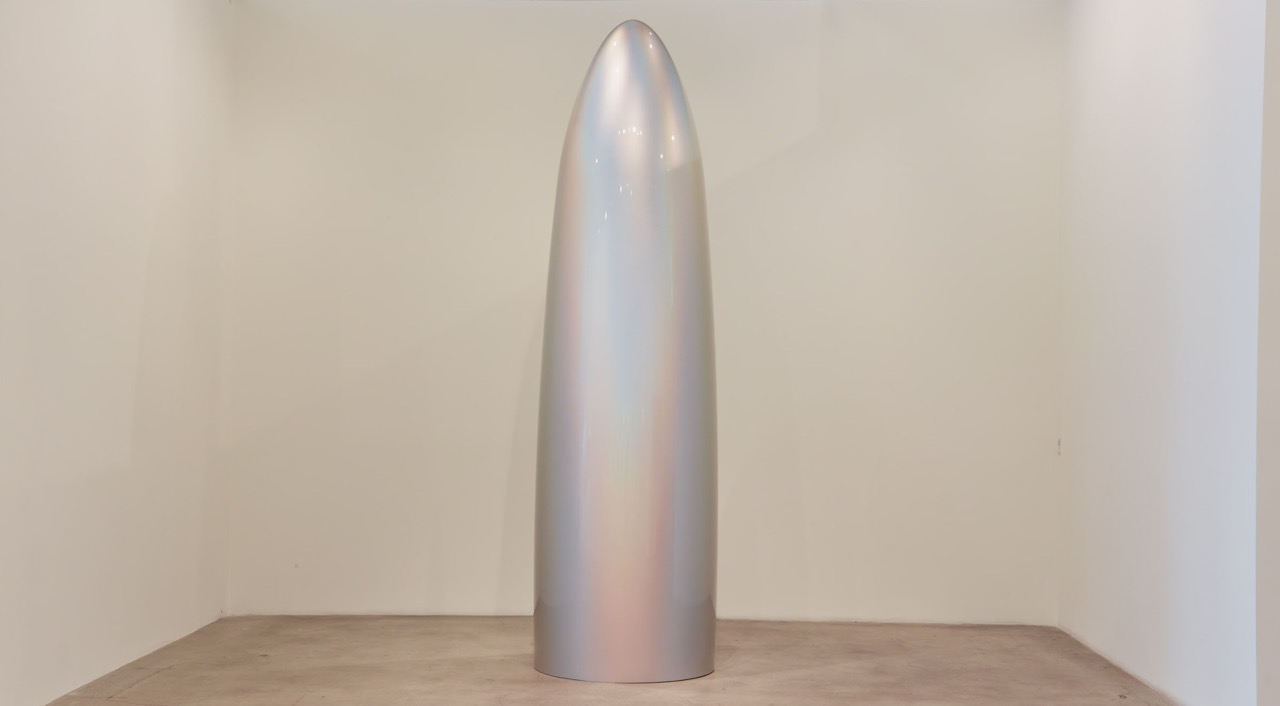
المونولوث الفضي أحد أعمال سيسليا كولون

وهو آخر أعمال كولون من سلسلة "المونوليث البارابولي" (هياكل معمارية تتميز بشكلها الهندسي الذي يشبه القطع المكافئ) .
كان العمل عبارة عن مقارنة بين الزمن البشري والزمن الجيولوجي من خلال استكشاف التناقضات. تسعى من خلاله إلى إظهار تواضع المنظور البشري وأهمية التاريخ من منظور غير إنساني.
تسعى كولون من خلال أعمالها إلى استكشاف الروابط بين الأرض والكون، مشيرة إلى الطاقة التي تسري في كل شيء مرئي وغير مرئي. تجسد مجسماتها البارابولية هذه الطاقة الحيوية المستمدة من الأرض والكون، وتسعى إلى توجيهها بشكل مقصود في مجسمات أنيقة لتكون وسيط للتحول والتجدد.
على الرغم من أن مجسمات كولون تبدو متقدمة تقنيًّا، إلا أنها أيضًا حقيقية وبدائية. تذكّرِ الزوار بالآثار الثقافية القديمة، وتدعوهم إلى التفكير في تاريخ البشرية والكون من منظور جديد.

#### إل سيد
قدم عمل بعنوان (سراب) وهو عبارة عن منحوتة نصية مستوحاة من الخصوبة التي تمثلها واحة العُلا وسط الصحراء  للتجار والمسافرين الذين  عبروا تلك المنطقة بحثاً عن التجارة حيث يدخل الزائرون ليشاهدوا نصوص مغمورة جزئياً تحت الأرض  و يُظهر العمل تضاريس العُلا الجغرافية وطرق التجارة كشريان للحياة، والمنحوتة عبارة عن حروف لأبيات شعرية من قصيدة للشاعر «جميل بثينة» والتي قال فيها:
«ألا ليتَ ريعانَ الشبابِ جديدُ ودهراً تولى، يا بثينَ، يعودُ
ألا ليتَ شعري، هلَ أبيتنّ ليلةً بوادي القُرى؟ إني إذَنْ لَسعيد!»

#### شيرين جرجس
قدمت عملًا مستوحاً من خلخال ورثته الفنانة عن والدتها، حيث يسلط العمل الضوء على تأثير الماضي في تشكيل أفكار الحاضر، من خلال مقطع فيديو يعرض التضاريس الطبيعية في العلا وقد تم زخرفتها بأبيات من قصيدة للشاعرة علياء العتيبي تقول فيها:
«البارحة سهرت لين القمر طاح، تسهر عيوني والقبائل رقودِ.
وجدي على ما أروح مع دار الأبراح، أشد وأنزل مع دخاير جدودي.
اللي إذا شافوا لهم بارقٍ لاح، تَزمي مظاهرهم مثل الورودِ»

#### راشد الشعشعي
قدم هذا الفنان السعودي عمل بعنوان (ممر مختصر). قام ببناء هرمٍ باستخدام طبليات شحن البضائع البلاستيكية يمثل العمل نمو الحضارات ويحكي قصة قوافل البضائع والتجارة من الماضي إلى العصور الحديثة مما يمثل بوابة بين قوافل التجارة القديمة والأنظمة الاقتصادية المعاصرة
مهند شونو
والذي قدم عملًا بعنوان (المسار المفقود). رسم فيه مسارًا نحتيًّا على سطح الرمال، يبدو مبهماً للوهلة الأولى، لكنه واضح بما يكفي لجذب الانتباه وإثارة الفضول لتتبعه. استخدم الفنان في هذا العمل أنابيب بلاستيكية، وهي من المنتجات الثانوية لقطاع النفط، تبدو هذه الأنابيب من مسافة بعيدة كخطوط مرسومة بالحبر الأسود على الورق، فيظهر للزائر أنها تقوده نحو وجهة محددة، ولكن عند تتبعها يتضح المسار ليصبح هو الكنز بحد ذاته.
- حفلات
- «مهرجان المناطيد» يقام في الفترة من 2-11 يناير 2020 بمشاركة أكثر من 100 منطاد.
- فرسان سباق التحمل للخيول